# 김찬이
김찬이(음력 1973년 10월 3일 ~ )는 대한민국의 배우이다.

## 학력
- 서울예술대학 연기 전문학사
- 부경대학교 경영학 학사

## 출연작

### 영화
- 《더블패티》 (2021년) - 현지 부 역
- 《첫잔처럼》 (2019년) - 김 팀장 역
- 《돈》 (2019년) - 야구 매니저 역
- 《눈발》 (2017년) - 모텔 남자 역
- 《덕혜옹주》 (2016년) - 서울신문사 후배기자들 역
- 《무뢰한》 (2015년) - 사기피해자 역
- 《헬머니》 (2015년) - 어시장상인 역
- 《상의원》 (2014년) - 양반 (과거) 역
- 《제보자》 (2014년) - 피디추적 PD 3 역
- 《변호인》 (2014년) - 동창 1 역
- 《범죄와의 전쟁: 나쁜놈들 전성시대》 (2012년) - 형배조직원 4 역
- 《로맨틱 헤븐》 (2011년) - 인민군 장교 역
- 《퀴즈왕》 (2010년) - 형사 역
- 《하모니》 (2010년) - 의무관 역
- 《주유소 습격사건 2》 (2010년) - 특공대 간부 1 역
- 《굿모닝 프레지던트》 (2009년) - 김정호 대통령 현장 기자 역
- 《해운대》 (2009년) - 형식 상사 역

### 드라마
- 2017년 MBC 《20세기 소년소녀》 - 방송 관계자 역